# Architeuthis
Architeuthis es un género de cefalópodos del orden Teuthida conocidos normalmente como calamares gigantes. Se han propuesto hasta ocho especies, aunque algunos grupos científicos defienden que solo existe una.
Son animales marinos de inmersión profunda que alcanzan dimensiones extraordinarias; recientes estimaciones sugieren un máximo de 10 m para los machos y hasta 13 m para las hembras. Se ha especulado sobre la existencia de ejemplares de mucho más de veinte metros y media tonelada de peso, aunque esto no se ha podido confirmar. Uno de los mayores especímenes fue una hembra de casi 18 metros de largo, cuyo cadáver quedó varado en una playa de Nueva Zelanda, en 1887. También existe mención de otro ejemplar capturado accidentalmente en el año 1933, en aguas neozelandesas, de 21 metros de largo y 275 kg de peso.
Los tentáculos, ubicados sobre la cabeza, llegan a medir de 2,5 a 6 veces la longitud del manto o saco visceral, y forman la mayor parte de la longitud corporal. El 30 de septiembre de 2005, investigadores del Museo Nacional de Ciencias de Japón y la Asociación de observadores de Ballenas de Ogasawara obtuvieron imágenes de un calamar gigante en su hábitat natural. Se obtuvieron 556 fotos en 2004. Y el mismo equipo filmó un calamar gigante por primera vez el 4 de diciembre de 2006.
Las primeras imágenes en video de un espécimen vivo en libertad fueron tomadas en verano de 2012 por un equipo conjunto de las televisiones Discovery Channel y NHK y se emitió en primicia íntegramente el 13 de enero de 2013 para Japón y el 27 para EE. UU.

## Morfología y anatomía

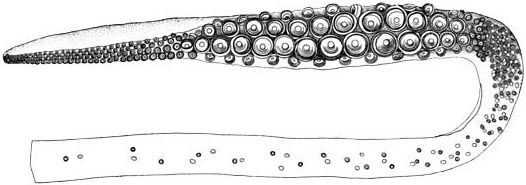
Tentáculo de un calamar gigante.

A pesar de su enorme tamaño, el calamar gigante no es particularmente pesado al compararlo con su principal predador, el cachalote, debido a que su prominente longitud se debe principalmente a sus ocho brazos y dos tentáculos. Los pesos de los especímenes capturados se han medido en centenares de kilogramos. Los juveniles postlarvales han sido descubiertos en aguas superficiales de Nueva Zelanda. Existen planes para la captura de estos ejemplares jóvenes con la finalidad de ser estudiados.
Se conoce muy poco acerca de su ciclo reproductivo. El macho tiene un espermatóforo prensil o tubo de depósito; que actúa como pene, de 9 dm de longitud, que extiende desde dentro del manto, y aparentemente usa para inyectar esperma dentro del depósito de la hembra (localizado en un brazo). Aunque el medio por el cual el esperma es transferido a la masa de óvulos es materia de mucho debate, una captura en Tasmania de un espécimen hembra con un pequeño subsidiario tendril fijado a la base de cada uno de sus ocho brazos podría ser vital para resolver la cuestión. Esta especie pierde los hectocotilos usados en la reproducción como en muchos otros cefalópodos.

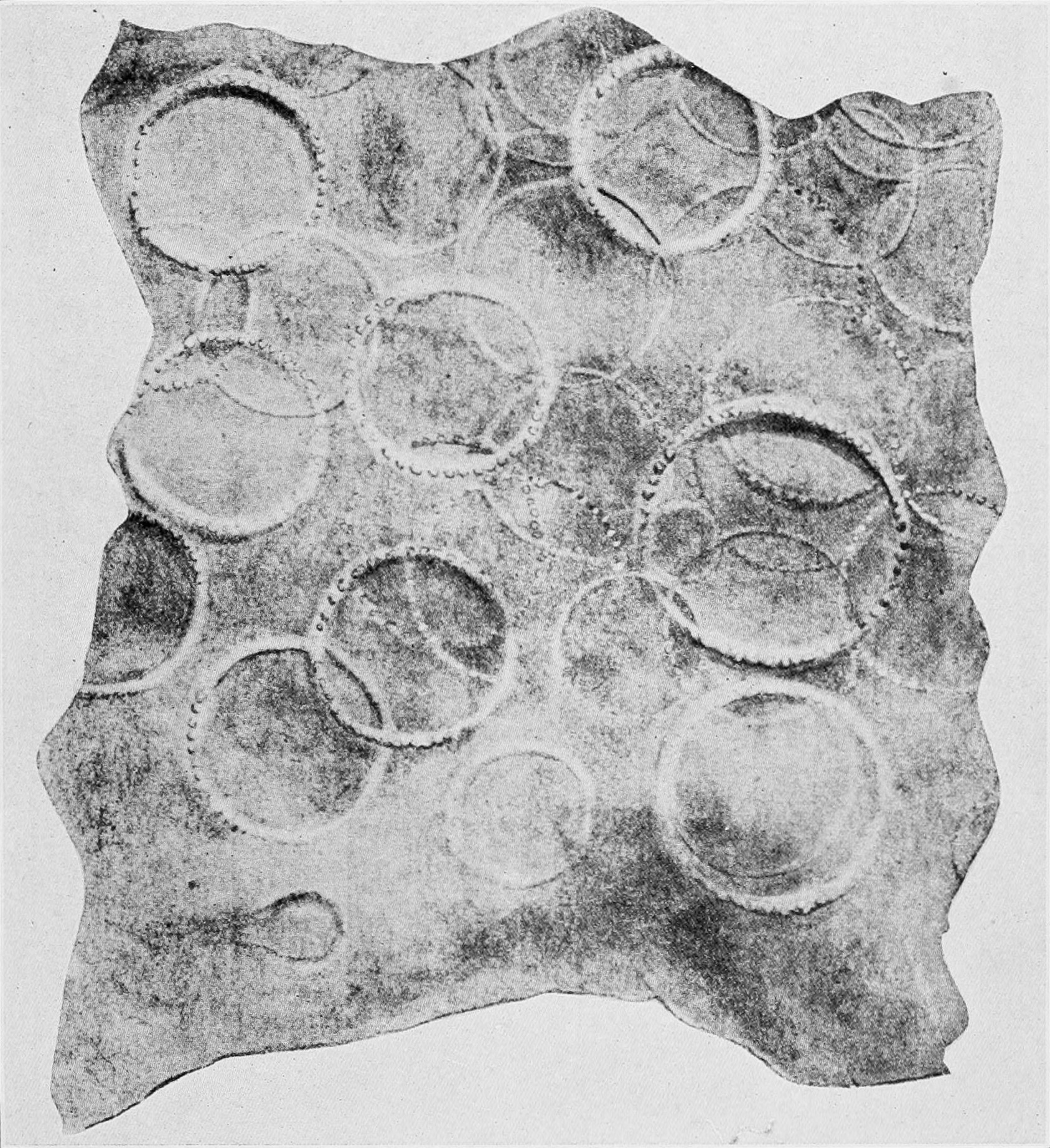
Pedazo de piel de cachalote con marcas de las ventosas de un calamar gigante.

Los brazos están equipados con centenares de ventosas de succión en dos filas a lo largo, cada una montada en una base individual, y provisto alrededor de su circunferencia con un anillo dental que lo ayuda a capturar su presa por aferrarlo firmemente entre la succión y la perforación. El tamaño de las ventosas varía de 2 a 5 cm de diámetro, y es común encontrar cicatrices circulares cerca de la boca de los cachalotes que cazan estos animales. Otro depredador conocido del calamar gigante, es el tiburón somnoliento Somniosus pacificus, en el océano Antártico, pero no se conoce si esos tiburones activamente los cazan, o son simplemente limpiadores de carcasas de calamares.
Uno de los más inusuales aspectos de esta especie (como también en algunas otras especies de calamares de grandes dimensiones) es su tendencia a mantener densidades bajas de amonio en relación con el agua de mar y así mantener flotabilidad neutra en su ambiente natural (la columna de agua), ya que carecen de vejiga natatoria llena de gas como usan para esa función los peces teleósteos, se sirven del cloruro de amonio que hay por su tejido muscular.
Como todos los cefalópodos, los calamares gigantes tienen órganos especiales estatocistos para sensar su orientación y movimiento en el agua. La edad de un espécimen puede determinarse por medio de "anillos de crecimiento" en los estatolitos del estatocisto, análogo a determinar la edad de un árbol contando sus anillos, de lo que se deduce que los machos crecen unos 2,6 mm al día y las hembras 4,68 mm.

### Visión

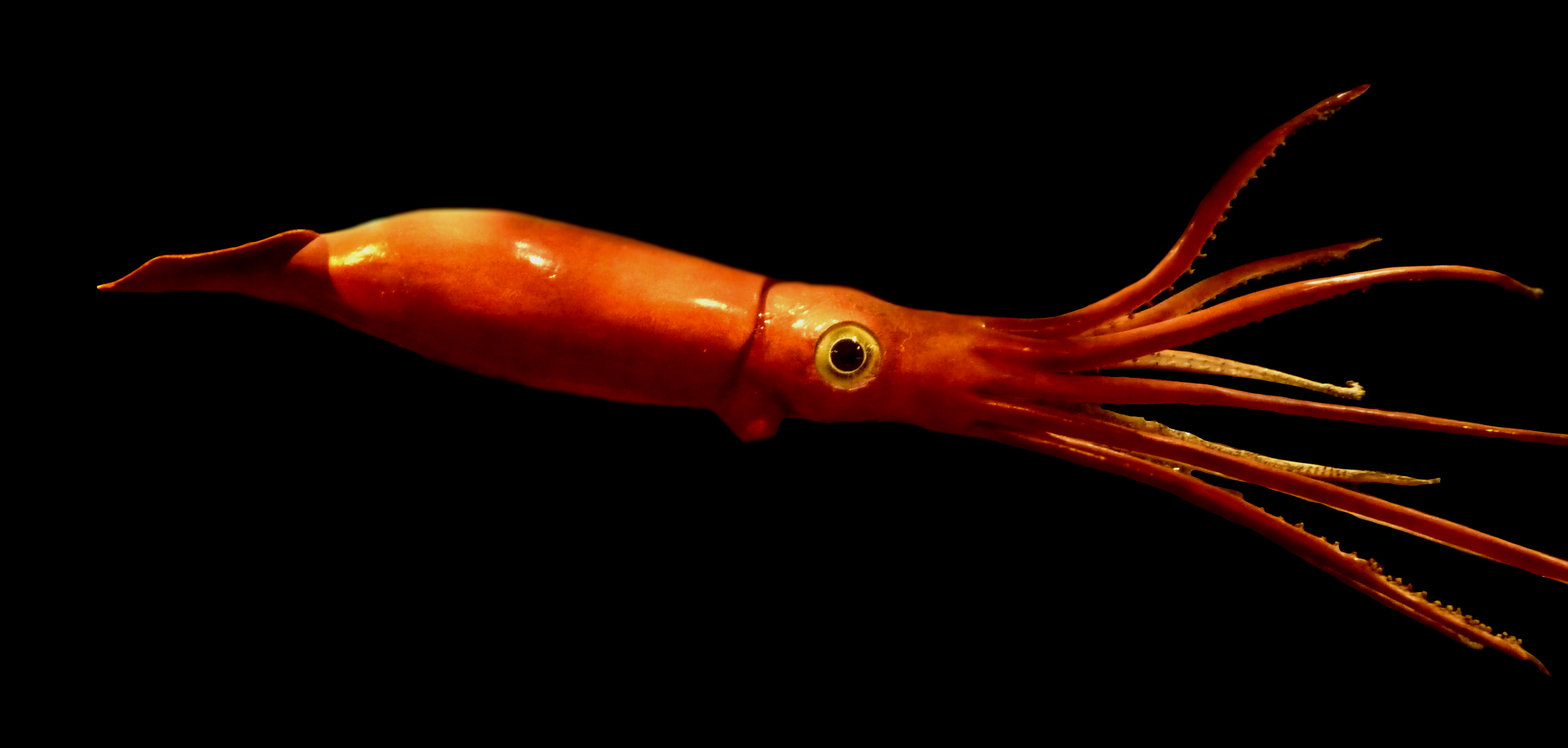
Reconstrucción de un calamar gigante en el fondo marino.

Con un diámetro de hasta 25 cm, el Architeuthis dux es considerado el animal con los ojos más grandes, aunque se cree que el calamar colosal podría tenerlos aún más grande. Estos ojos carecen de membrana córnea (ojos oegópsidos), igual que las otras especies de potas y voladores, a diferencia de los calamares verdaderos que la tienen.
Los cefalópodos se distinguen del resto de los invertebrados por poseer un complicado sistema visual. Tanto el sistema visual de los cefalópodos como el de los vertebrados son un ejemplo de evolución convergente. Esto significa que ambos grupos de animales son semejantes, pero su habilidad para ver se desarrolló por separado en cada grupo. De hecho, si comparamos los ojos de un calamar con los nuestros, encontramos notables diferencias en cuanto a su anatomía. Tanto los calamares como los humanos tienen ojos simples, con pupilas, iris y una retina.

## Tamaño

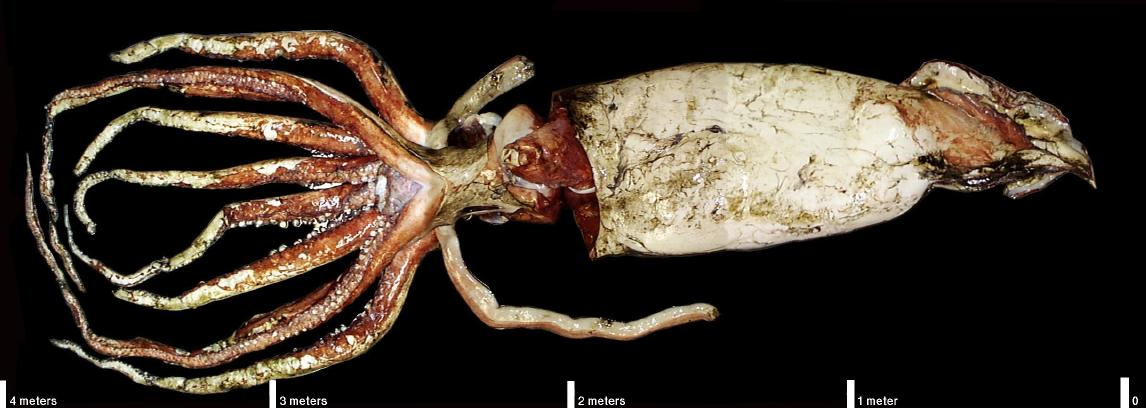
Un espécimen de calamar gigante de más de 4 metros de largo, sin sus dos tentáculos que le sirven para alimentarse.

La tasa de crecimiento de un calamar gigante es extraordinariamente rápida. Es el animal con la tasa de crecimiento más rápida, de ahí que en pocos años tengan ese tamaño descomunal. Particularmente su longitud total, ha sido frecuentemente exagerada. Hay citas de especímenes que medían más de 20 m de longitud, pero nunca se ha documentado científicamente. Tales longitudes quizás se confundan debido a las grandísimas extensiones de sus dos tentáculos para alimentarse, análogos a bandas elásticas. El ejemplar de 1887 realmente medía menos de 13 metros, lo restante es consecuencia de este estiramiento post mortem.
El calamar gigante alcanza tamaños considerables, con registros de largo del manto (LM) superiores a 4,5 m, largo total de la mayoría de los registros de 6 a 13 m. Este género presenta un dimorfismo sexual pronunciado. El peso máximo se estima en 312 kg hembras, y 178 kg en machos. Los machos tienen una vida más corta que las hembras y maduran sexualmente más tempranamente, se estima que los machos viven en torno a un año y las hembras les duplican o triplican los años.

## Alimentación

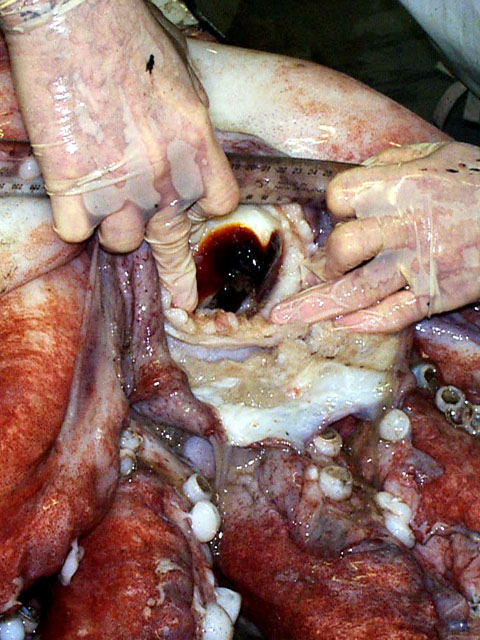
El pico de un calamar gigante, rodeado por la masa bucal.

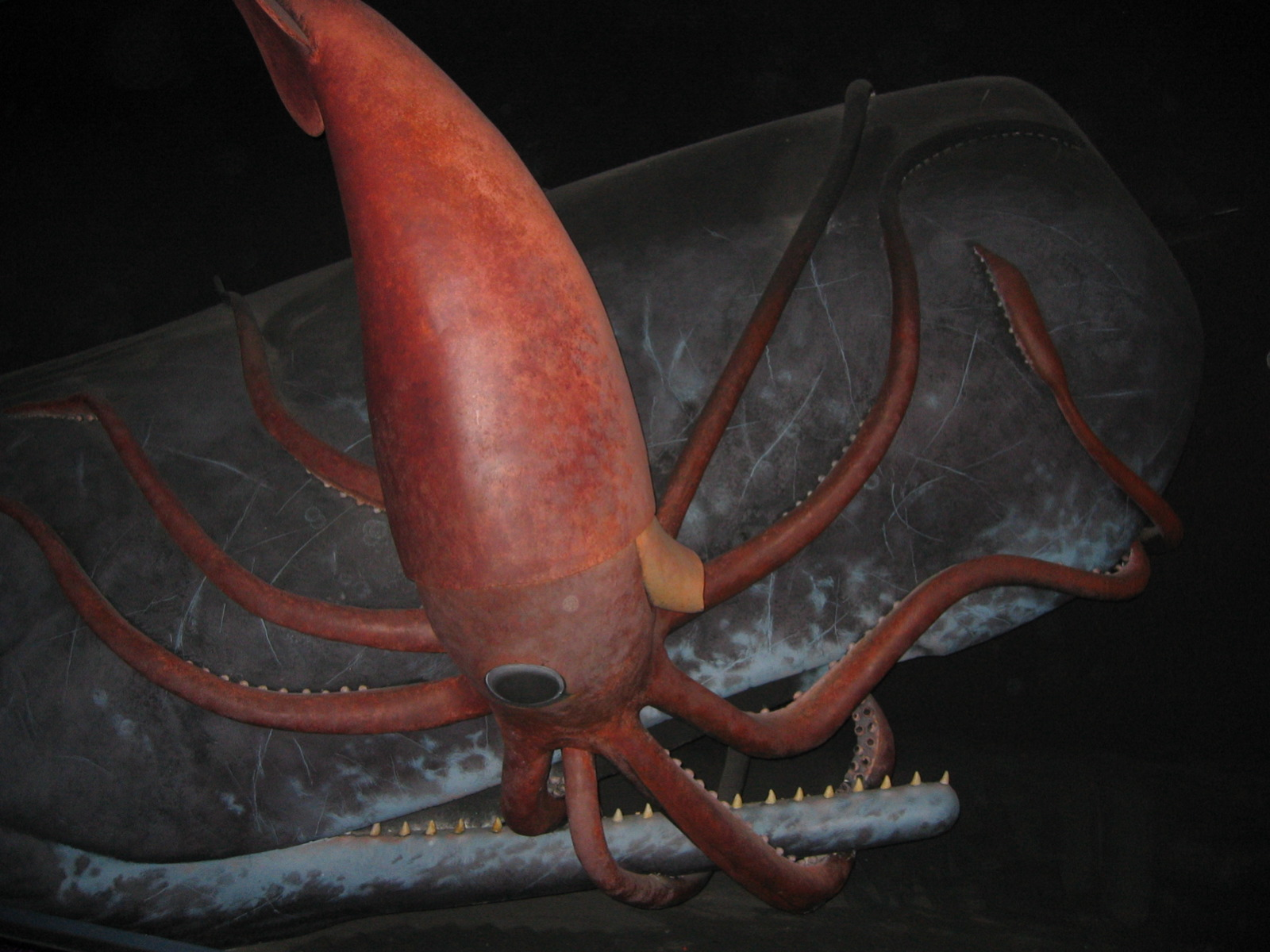
Reconstrucción de un encuentro submarino entre un cachalote y un calamar gigante, a partir de un diorama en el Museo Americano de Historia Natural.

Aunque el calamar gigante tiene ocho brazos, son los dos tentáculos más largos los que le sirven para capturar las presas, pudiendo llegar a 12 m de largo. Cada tentáculo está equipado con ventosas, las cuales presentan una especie de anillo con dientes. Mientras que estos hacen succión, los dientes se clavan en la piel de la víctima, proporcionando así una mayor seguridad a la hora de acechar a sus presas. La boca de los calamares se parece bastante al pico de un loro. La lengua está equipada con un órgano llamado rádula, encargado de trocear la presa antes de que pase al esófago para que pueda ser digerida.
En los estudios realizados de alimentación, en sus estómagos se han encontrado un alto porcentaje de bacaladillo y otros peces. Las últimas necropsias también revelan restos de pequeños crustáceos. Por otro lado, los calamares son el bocado predilecto de los cachalotes, los cuales descienden hasta la zona abisal (más de 1.000 m) para hacerse con su carne, dando así origen a titánicas peleas submarinas. También son el alimento de peces óseos y cartilaginosos de profundidad y de aves marinas como el albatros, Diomedea exulans.

## Reproducción

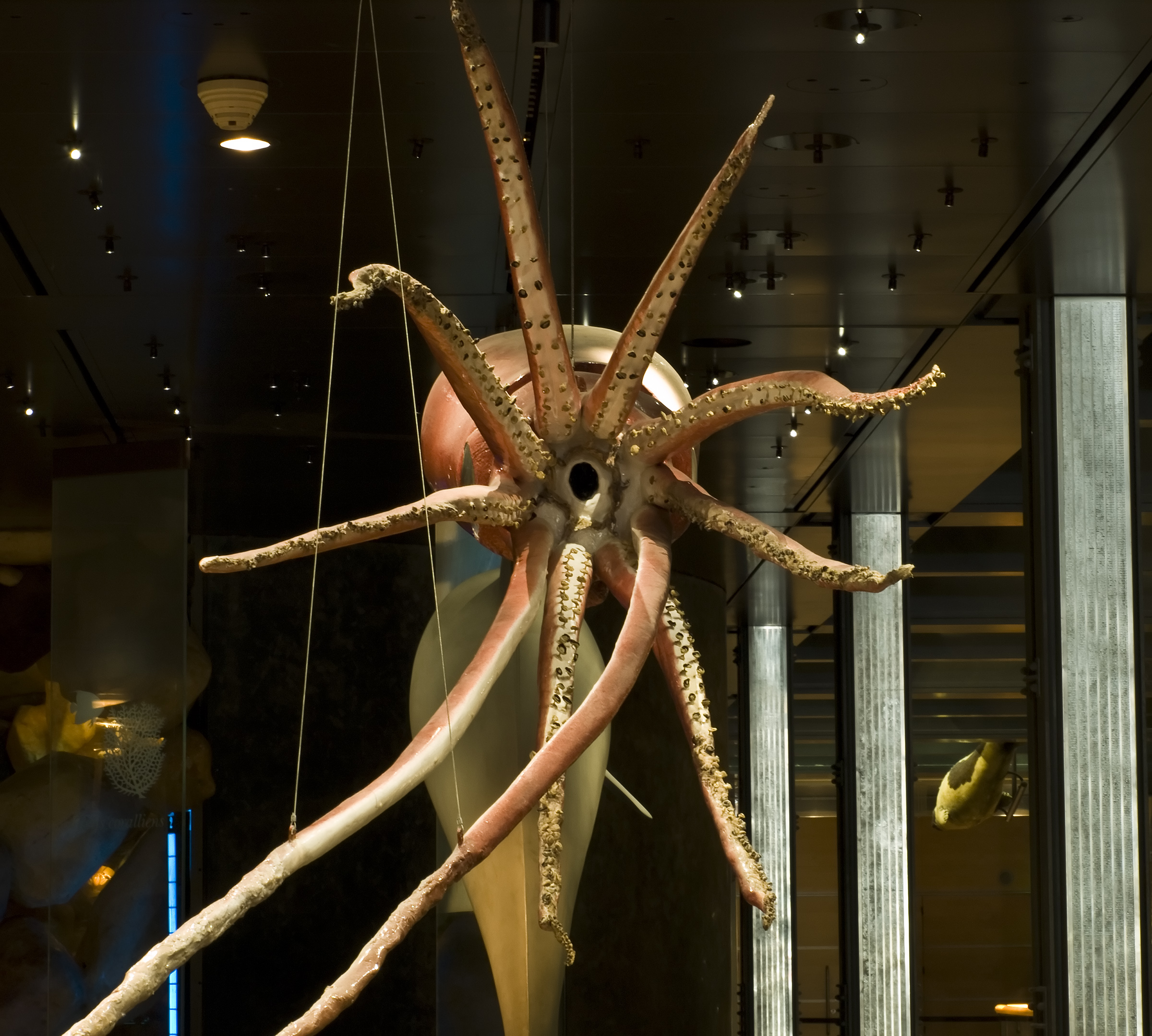
Ejemplar de calamar gigante apodado Wheke plastinado en 2005 y expuesto el 26 de marzo de 2008 en el Museo Nacional de Historia Natural de Francia de París.

Para determinar la edad de un calamar se estudian los huesos del oído -los estatolitos-, los órganos del equilibrio, los cuales presentan una serie de anillos concéntricos como los que presentan los troncos de los árboles; lo único que hay que hacer es contar ese número de anillos para determinar la edad de un calamar. La edad máxima que puede alcanzar es de 3 años.
Como muchos peces, los calamares tienen muchas limitaciones para poder reproducirse. Si las cosas van mal un año, ya bien sea por una mala salud, malas condiciones ambientales, etc., en los siguientes años van a tener muchos problemas para poder reproducirse. Los calamares compensan esto poniendo grandes cantidades de huevos.
Por comparación del aparato reproductor del calamar gigante con el de otros calamares, se considera probable que las puestas consistan en pequeños huevos rodeados de una masa gelatinosa, dejados a la deriva en la columna de agua. Los ovocitos son pequeños, ovales, de 1,2-2,5 mm de diámetro mayor. Se estimaron fecundidades potenciales entre 1 millón y 12 millones de ovocitos. Los machos producen espermatóforos de 80-200 mm de longitud y las hembras carecen de espermatecas. Se desconoce cómo se produciría la inseminación y posteriormente la fecundación de los ovocitos. Se hallaron espermatangios (espermatóforos devaginados) implantados en varias partes corporales de hembras y machos (manto, cabeza, ojos, brazos, tentáculos, cavidad sifonal y órgano terminal de un macho). Se sugirió que el desove sería intermitente y prolongado. Las paralarvas son epipelágicas.

Los calamares gigantes, tanto Architeuthis dux como en el Taningea danae, se caracterizan por tener un sistema reproductor bastante diferenciado de los demás cefalópodos. Por ello poseen un órgano copulador o pene, que puede llegar a alcanzar los 85 cm de longitud en Taningea y los 78 en Architeuthis.
En el caso del Taningea, no solamente posee un órgano reproductor, fácilmente visible, por encontrarse exteriorizado, teniendo este, una longitud tan larga como los brazos. También posee otro de similares características, aunque algo más pequeño (1/5 parte) dentro del manto.

## Especies
La taxonomía del calamar gigante, como con muchos géneros de los cefalópodos, no se ha resuelto completamente. Existe bastante controversia aunque algunos científicos han propuesto estas nueve especies:
- Architeuthis dux - calamar gigante del Atlántico.
- Architeuthis hartingii
- Architeuthis japonica
- Architeuthis kirkii
- Architeuthis martensi
- Architeuthis physeteris
- Architeuthis princeps
- Architeuthis sanctipauli - calamar gigante del Sur.
- Architeuthis stockii

Es probable que no todas sean especies distintas. No se disponen de bases genéticas o físicas para distinguir entre los nombres de las especies que se han propuesto, según la ubicación de la captura del espécimen, para describirlos. La peculiaridad de las observaciones de especímenes y de la dificultad extrema de observarlos vivos, de seguir sus movimientos, o de estudiar sus hábitos dificulta un estudio completo.

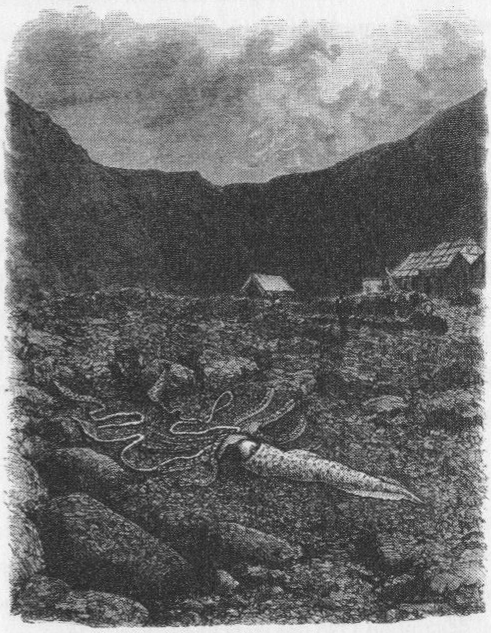
El Architeuthis sanctipauli fue descrito en 1877 basándose en un espécimen que se encontraba varado en la Isla de San Pablo tres años antes.

En el FAO Species Catalogue of the Cephalopods of the World de 1984, C.F.E. Rope, M.J. Sweeney y C.F. Nauen escribieron:

Muchas especies han sido nombradas en un solo género de la familia Architeuthidae, pero estarían inadecuadamente descritos y pobremente entendidos, por lo que la sistemática del grupo sigue confusa.

Kir Nazimovich Nesis (1982, 1987) considera que solo tres especies son válidas.
En 1991, Frederick Aldrich de la Memorial University de Newfoundland, escribió:

Rechazo el concepto de 20 especies separadas, y hasta que no se resuelva este asunto, elijo colocarlos a todos en sinonimia con Architeuthis dux Steenstrup.

En carta a Richard Ellis del 18 de junio de 1996, Martina Roeleveld del South African Museum, escribió:

Hasta ahora, no he visto nada que me sugiera que pudo haber más de una especie de "Architeuthis".

En Cefalópodos: Guía Mundial (2000), Mark Norman escribió lo siguiente:

El número de especies de calamares gigantes no es conocido, aunque el consenso general entre investigadores es que al menos hay tres especies, una del océano Atlántico (Architeuthis dux), una del océano Antártico (A. sanctipauli) y al menos una en el océano Pacífico Norte (A. martensi).

## Distribución
Se encuentran en todos los océanos aunque resulta raro hallarlos en aguas tropicales y polares. Se han encontrado en el Atlántico Norte, Escocia, Irlanda, Sudáfrica, Nueva Zelanda y España, concretamente en el Caladero de Carrandi, entre las 18 y 30 millas (vertical de Colunga) y en las Islas Canarias. Cepesma posee 21 calamares gigantes de distintas especies. Los Architeuthis expuestos van desde los 6 m a los 13 m de longitud. El primer ejemplar es una hembra inmadura de 1,5 años y 147 kg. El segundo ejemplar pesa 140 kg y tiene tentáculos de 6,5 m de longitud. También hay ejemplares de 120, 114, 107 kg, entre los más grandes.

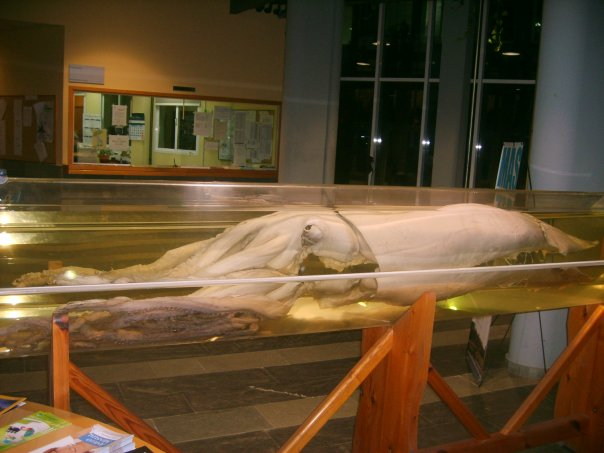
Ejemplar de calamar gigante expuesto en la secretaría de Ciencias Experimentales de la Universidad de Vigo.

## Desplazamiento
El desplazamiento de los calamares se efectúa mediante su sifón, algo parecido a un sistema de “propulsión a chorro”. Las dos pequeñas aletas que tienen en el manto les sirven como estabilizadores.
Por sus proporciones, los calamares gigantes fuera del agua son, de manera indiscutible, realmente pesados, sin embargo en el agua poseen una flotabilidad neutra. Esto se debe a una alta concentración de iones de amonio en sus músculos. Los iones amonio son más livianos que el agua de mar, por lo cual el animal puede mantener el nivel en el agua sin necesidad de un alto gasto energético nadando constantemente. Aunque el amonio es tóxico para la mayoría de los animales, y debe ser desechado en forma de urea, o ácido úrico, el calamar de alguna forma aún desconocida para nosotros, acumula esta sustancia tóxica sin ser dañado. Por esta razón para nosotros es tóxica la carne de este cefalópodo, en cambio para el cachalote no lo es.

## Historia y mito
Aristóteles, que vivió en el siglo IV a. C., describió un calamar de gran tamaño, que él denominó teuthus, distinguiéndolo del calamar más pequeño, los teuthis. Él menciona que “de los calamares el teuthus es mucho más grande que los teuthis; entre los teuthi [plural del teuthus] se han encontrado ejemplares de un tamaño de hasta cinco brazas.”
Plinio el Viejo, que vivía en el siglo I d. C., también describió un calamar gigantesco en su Naturalis Historia, con la cabeza “tan grande como un barril”, los brazos 9,1 m de largo, y una masa corporal de 320 kg.
Las historias sobre calamares gigantes son comunes entre marineros desde tiempos remotos. La existencia de estas historias se remontan a la leyenda noruega del kraken. En 1755 se usó esa palabra para describir a una gran serpiente marina que nadaba cerca de un barco en la costa de Noruega.

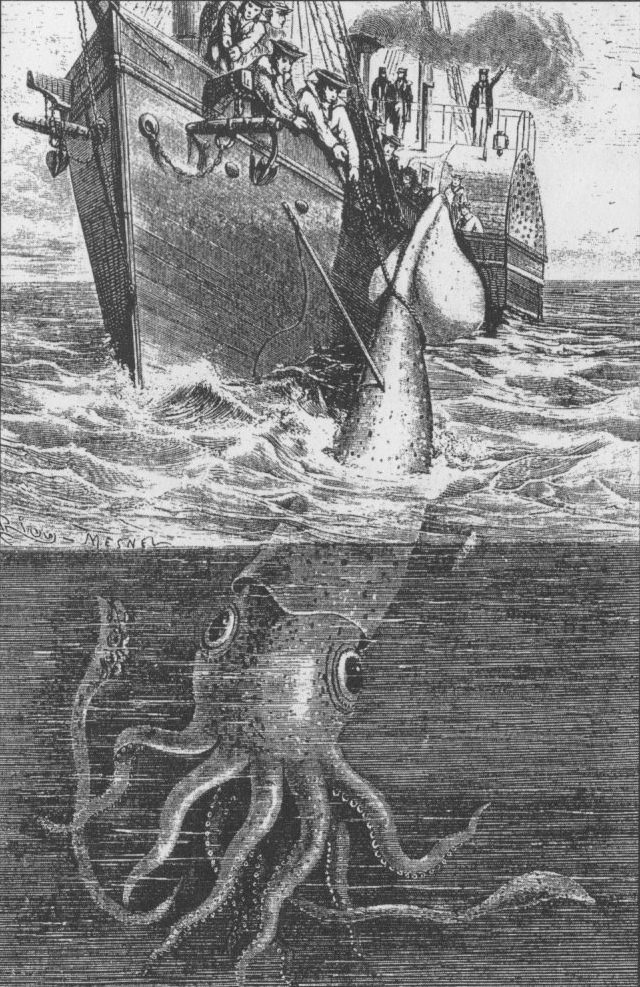
El Alecton intentando capturar un calamar gigante en 1861.

Japetus Steenstrup elaboró una serie de documentos sobre el calamar gigante en la década de 1850. Él fue el que acuñó el término "Architeuthis", utilizándolo para definir a los calamares gigantes, en un documento en 1857. Una parte de un calamar gigante fue guardada por el barco francés Alecton en 1861, este hallazgo permitió un mayor conocimiento por parte de la comunidad científica de la especie/género. Entre 1870 y 1880, se encontraron un gran número de calamares varados en las costas de Terranova. Por ejemplo, un espécimen de Thimble Tickle Bay en Terranova, hallado el 2 de noviembre de 1878, medía 6,1 m de largo. Uno de sus tentáculos medía 10,7 m de largo y se estimó que tenía un peso de 2,2 t. En 1873, un calamar "atacó" a un ministro y a un niño en un Dory en Isla Bell, Terranova. También se han encontrado calamares gigantes varados en Nueva Zelanda a finales del siglo XIX.

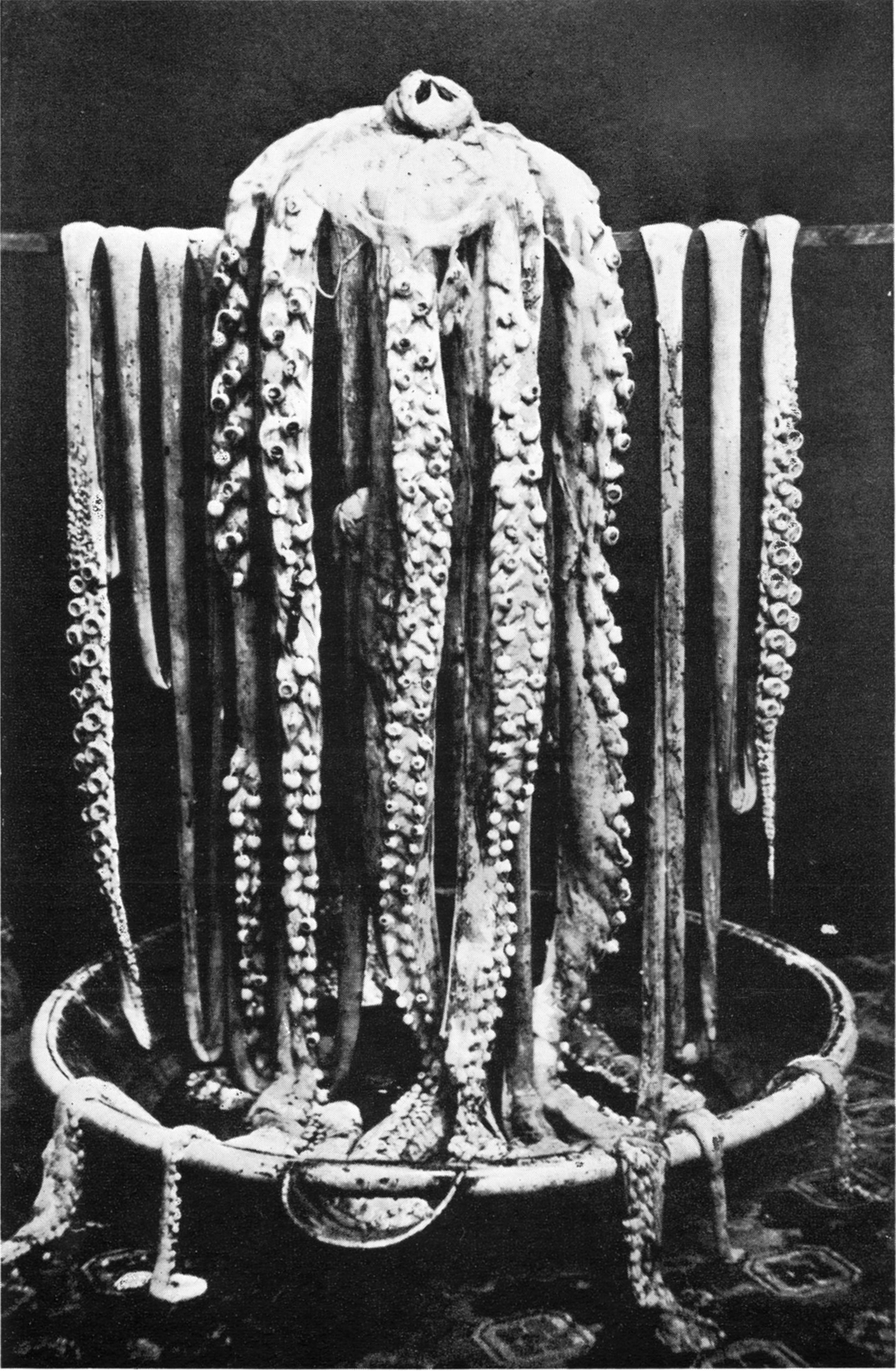
Calamar gigante en la Bahía Logy, Newfoundland en Reverend Moses Harvey, noviembre/diciembre de 1873.

Aunque se siguen produciendo varamientos esporádicamente en todo el mundo, nunca han ocurrido con tanta frecuencia como los ocurridos en Terranova y Nueva Zelanda durante el siglo XIX. No se sabe por qué algunos calamares gigantes quedan varados en las playas, pero puede ser debido a que por la diferencia de profundidad, el agua fría donde el calamar vive está temporalmente alterada. Muchos científicos que han estudiado varamientos en masa de calamares creen que son cíclicos y previsibles. El espacio de tiempo entre varamientos no se conoce, pero el especialista Frederick Architeuthis Aldrich propuso que debía ser de unos 90 años. Aldrich utiliza este valor para explicar correctamente una varada relativamente pequeña que se produjo entre 1964 y 1966.
En 2004, un calamar gigante, que más tarde fue llamado "Archie", se capturó frente a las costas de la Islas Malvinas por un arrastrero. Medía 8,62 m de largo y fue trasladado al Museo de Historia Natural de Londres para ser estudiado y conservado. Fue mostrado en una exposición del museo el 1 de marzo de 2006. Los hallazgos de un espécimen completo son muy raros, ya que la mayoría de los especímenes se encuentran en malas condiciones después de haber sido lavados en las playas cuando estaban muertos o haber sido recuperados del estómago de cachalotes muertos.

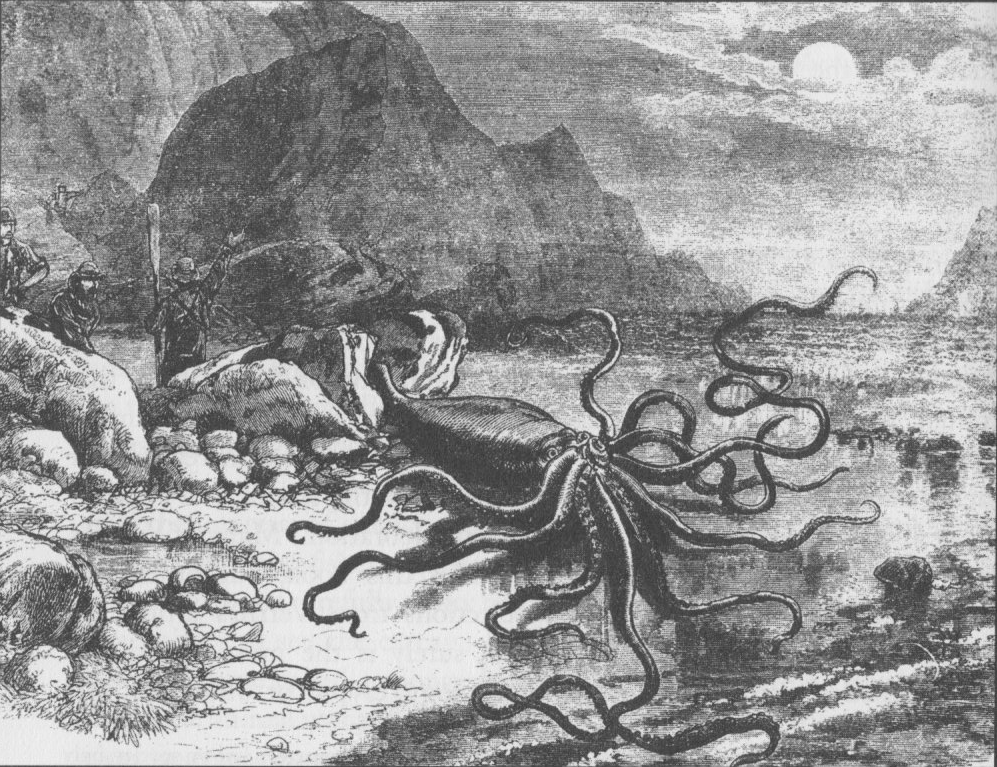
Un "espécimen casi perfecto", visto en la Bahía Trinity, Terranova, el 27 de septiembre de 1877. Medía 10 m de largo total, distancia cercana a la máxima longitud conocida en un calamar gigante.

Los investigadores llevaron a cabo un minucioso proceso para preservar el cuerpo. Fue transportado a Inglaterra congelado a bordo de un arrastrero y, a continuación, se descongeló, proceso que duró cerca de cuatro días. La principal dificultad del deshielo es que el espeso manto llevó mucho más tiempo que los tentáculos. Para evitar que los tentáculos se pudrieran, los científicos los cubrieron con bolsas de hielo, y el manto lo bañaron en agua. Luego se inyectó el calamar con una solución formol-salina para evitar su podredumbre. La criatura se encuentra ahora en una vitrina de 9 m largo en el Centro Darwin en el ya citado Museo de Historia Natural.
En diciembre de 2005, el Acuario de Melbourne en Australia pagó 100.000 dólares australianos (alrededor de £ 47,000 libras esterlinas o 90.000 dólares estadounidenses) por el cuerpo intacto de un calamar gigante, conservado en un gran bloque de hielo, que había sido capturado por los pescadores de la costa de Nueva Zelanda s Isla Sur ese año.
Recientemente se obtuvieron las primeras imágenes de un calamar gigante vivo. Fue un equipo japonés del Museo Nacional de la Ciencia de Tokio, que siguió a un grupo de cachalotes, el único depredador conocido del calamar gigante, hasta el lugar en el que se alimentaban. En las profundidades de las islas Ogasawara, en el océano Pacífico, el equipo suspendió en varias ocasiones una cuerda a la que ató un cebo (potera) de calamares comunes y gambas, junto con una cámara fotográfica. El 30 de septiembre de 2005 apareció por varios medios de relevancia mundial la noticia: «El calamar gigante adulto atacó finalmente uno de los cebos, lo que permitió que se tomaran más de 550 fotos del animal en su lucha por liberarse» (aunque las fotografías fuesen hechas el año anterior). El calamar perdió un tentáculo de 5,5 m de largo en su forcejeo, lo que permitió inferir una longitud total entre los siete y ocho metros.
A principios de diciembre de 2006, el mismo equipo liderado por Tsunemi Kubodera consiguió de nuevo capturar y filmar un calamar gigante de la especie Architeuthis dux en su medio natural y en la superficie (nunca se había conseguido). El día 4 de diciembre de 2006, frente a las islas Ogasawara, se capturó una hembra joven de 3,5 m de extremo y de 50 kg (un tamaño pequeño si comparamos con los 21 m y 275 kg que han llegado a alcanzar algunos individuos de esta especie). Se utilizó cebo de calamar común al final de una cuerda, y se le añadió una cámara. El animal pudo ser llevado hasta la superficie para ser investigado, pero murió.
El número de especímenes conocidos de calamar gigante se estableció en unos 600 en 2004, y cada año se continúan registrando nuevos especímenes. La búsqueda de Architeuthis vivos supone la captura de individuos jóvenes, incluyendo algunos en estado larvario. Las larvas de los calamares gigantes son muy similares a las de Nototodarus y Moroteuthis .
A finales de 2016 fue fotografiada viva una cría de 105 kilos en la costa de Galicia, que falleció más tarde.

## Calamares gigantes en la cultura

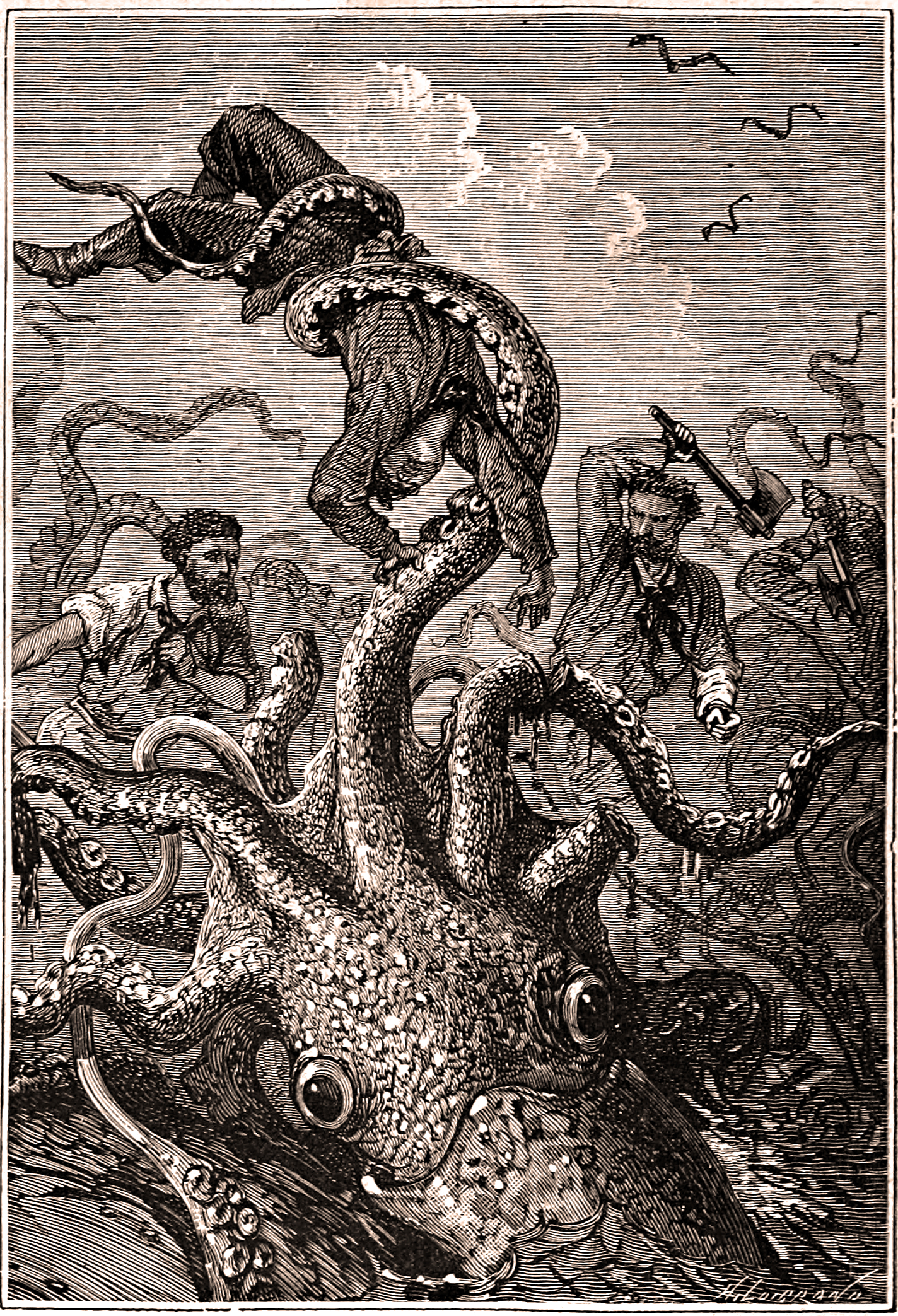
Ilustración de la edición original de Veinte mil leguas de viaje submarino (1870), en la que aparece un calamar gigante.

El carácter esquivo del calamar gigante y su apariencia aterradora son imágenes que se han establecido firmemente en la mente humana. La imagen que tiene el ser humano del calamar gigante ha evolucionado desde que aparecieron las primeras leyendas sobre el kraken hasta la aparición del libros como Moby-Dick, Veinte mil leguas de viaje submarino o en la novela El Rojo, de Berhard Kegel. También aparece en el libro Beast (1991) del escritor Peter Benchley, que fue adaptado para un telefilme por el director Jeff Bleckner.
En particular, una imagen muy recurrente ha sido la de un calamar gigante que atrapa con sus tentáculos a un cachalote, cuando en realidad, el calamar suele ser la presa del cachalote.